# Liste de peintures murales de Luc Tuymans

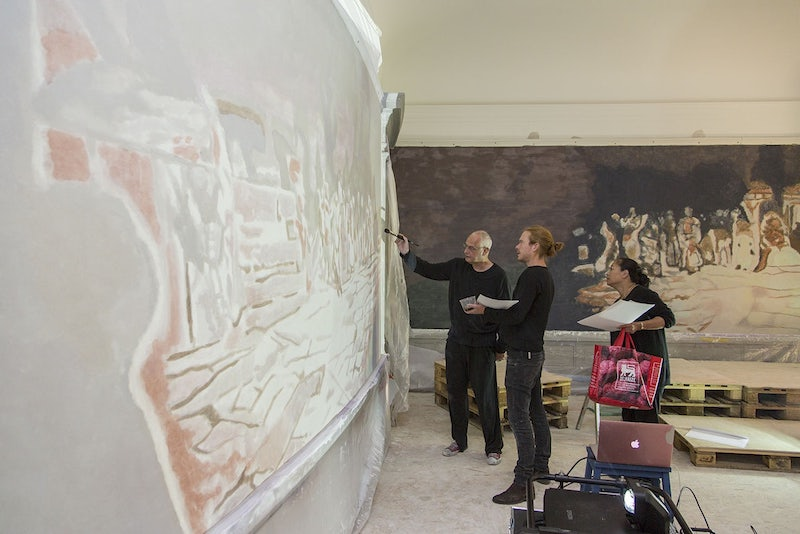
Luc Tuymans peignant une fresque en 2017 au Musée des Beaux-Arts de Gand.

La liste des peintures murales de Luc Tuymans reprend les peintures murales et autres tapisseries du peintre belge Luc Tuymans (né le 14 juin 1958). Tuymans est surtout connu pour ses peintures qui explorent notre relation avec l'histoire et confrontent notre capacité apparente à l'ignorer. La Seconde Guerre mondiale reste un thème récurrent dans son œuvre. Tuymans est une figure clé de la génération des peintres figuratifs européens (en) ayant acquis leur renom à une époque où beaucoup croyaient que le médium de la peinture avait perdu sa pertinence dans la nouvelle ère numérique. Une grande partie du travail de Tuymans traite de la complexité morale, en particulier de la coexistence du « bien » et du « mal ». Ses sujets de prédilection couvrent autant des événements historiques majeurs comme l'Holocauste et des thématiques apparemment sans importance, voire banales : papier peint, décorations de Noël ou encore, des objets du quotidien.
Dès le milieu des années 1990, Tuymans réalise une cinquantaine de peintures murales sur des sites spécifiques, dont cinq permanentes, les autres étant temporaires et réalisées à l’occasion d’expositions. Le type de technique utilisé est soit la peinture acrylique, soit la fresque appliquée directement sur des murs existants. En de rares occasions, Tuymans réalise également des tapisseries murales sur base de dessins scannés et produits mécaniquement.
Cette liste est classée par type de peinture murale, puis par année. Les références proviennent en majorité du catalogue raisonné complet édité par l'historienne de l'art allemande Eva Meyer-Hermann et publié par la David Zwirner Gallery (en) et Yale University Press (2018-2019),,.

## Peintures murales permanentes
| Image (triées par taille de l’œuvre) | Détails (Triés par lieu)                                                                 | Commentaires | Date (triées chronologiquement) |
| ------------------------------------ | ---------------------------------------------------------------------------------------- | --- | ------------------------------- |
| ‍                                     | Café Alberto Fresque, acrylique sur mur Anvers, Belgique                                 | Cette fresque a été détruite lors de la fermeture du Café Alberto. Elle comprenait une version plus grande du tableau Superstition (1994):425-426. | 1995                            |
| ‍                                     | Salle de bal de l’ancien Ringtheater Peinture murale, acrylique sur mur Anvers, Belgique | En 2007, Tuymans réalise une peinture murale permanente basée sur sa peinture Bloodstains (1993) sur le plafond de la salle de bal de l'ancien Ringtheater. Cette même année, le bâtiment est repris par Troubleyn/Laboratorium, la compagnie scénique du dramaturge et artiste belge Jan Fabre:384-85,. | 2007                            |
| ‍                                     | Concertgebouw (Bruges) Peinture murale, acrylique sur mur Bruges, Belgique               | En février 2012, Tuymans utilise le motif de son tableau Angel (1992) pour une peinture murale permanente réalisée dans le deuxième foyer du balcon du Concertgebouw (Bruges):425-426. | 2012                            |
| ‍                                     | Staatsschauspiel Dresden Peinture murale, acrylique sur mur Dresde, Allemagne            | En 2013, Tuymans offre au Staatsschauspiel Dresden deux peintures murales permanentes réalisées pour les escaliers principaux du bâtiment de la Theaterstrasse. Ces deux peintures murales sont tirées de deux tableaux de Tuymans : Peaches (2012) et Technicolor (2012),:396–397.                      | 2013                            |
| ‍                                     | Musée des Beaux-Arts de Gand Fresque mural Gand, Belgique                                | Arena (2017) est la plus récente peinture permanente créée pour le Musée des Beaux-Arts de Gand. Cette œuvre est une peinture murale composée de trois panneaux situés au bout d'une galerie courbe dans le hall du musée.                                                                               | 2017                            |

## Peintures murales éphémères
| Image (Triées par taille de l’original) | Détails (Triés par lieu) | Commentaires | Date (triées chronologiquement) |
| --------------------------------------- | --- | --- | ------------------------------- |
| ‍                                        | Quartier du Statiekwartier à Anvers, près de la Gare Centrale Peinture murale, acrylique sur mur Anvers, Belgique                          | En 1997, Tuymans réalise quatre peintures murales temporaires pour le spectacle Ons Geluk : Luc Tuymans, Danny Devos. Les motifs sont tirés de deux peintures et deux dessins : Pillows (1997) et J. W. Gacy (1997), Traces (1997) et Personnes disparues (1997). Le spectacle est présenté dans le quartier Statiekwartier d’Anvers près de la gare centrale. L'espace d'exposition lui-même étant inaccessible, les visiteurs ont pu découvrir l'installation à travers une fenêtre:392. | 1997                            |
| ‍                                        | Fundação de Serralves Peinture, acrylique sur mur Porto, Portugal                                                                          | En 1998, Tuymans crée trois peintures murales temporaires basées sur ses œuvres Wandeling (Walk) (1989), Rotlicht (Red Light), son triptyque Heillicht (1991), et le tableau The Flag (1995) qui ont été intégrées à l'exposition Privacy: Luc Tuymans, Mirosław Bałka à la Fundação de Serralves à Porto en 1998:178, 264. | 1998                            |
| ‍                                        | Poëziezomer (L’été de la poésie) Watou Peinture murale, acrylique sur mur Watou, Belgique                                                  | Au cours de l'été 2001, Tuymans contribue à l'exposition d'art et de poésie Poëziezomer (Été de la poésie) à Watou en réalisant deux peintures murales. La première est une peinture murale éphémère basée sur The Heritage IV (1996) exécutée sur du papier peint fleuri dans une maison privée. La seconde consistait en l'application de peinture grise sur la rue pavée et le trottoir longeant une rangée de maisons, dans des formes qui imitaient les ombres de leurs pignons:438. | 2001                            |
| ‍                                        | Ruimte Morguen Peinture murale, acrylique sur mur Anvers, Belgique                                                                         | En 2002, Tuymans crée quatre peintures murales d’après dessins, dont Antichambre (1985), Study for Leaf (1986) et Hotel Room (1987). Ces peintures furent créées pour l'exposition de groupe Kamerswhich qu'il a organisée pour le vingtième anniversaire de Ruimte Morguen à Anvers:440. | 2002                            |
| ‍                                        | Künstlerverein Malkasten à Düsseldorf Peinture murale, acrylique sur mur Düsseldorf, Allemagne                                             | En 2002, Tuymans crée quatre peintures murales sur base des peintures Gold (1999), Portrait (2000) et Eyes (2001), et le dessin polyptyque Missing Persons (1993). Ces travaux furent réalisés pour son exposition personnelle Wandmalerei au Künstlerverein Malkasten de Düsseldorf. | 2002                            |
| ‍                                        | FRAC Auvergne – Fonds régional d’art contemporain Auvergne in Clermont-Ferrand Peinture murale, acrylique sur mur Clermont-Ferrand, France | En juin 2003, pour l'exposition Curtains, Reconstitution organisée au FRAC Auvergne - Fonds régional d'art contemporain Auvergne à Clermont-Ferrand, Tuymans crée cinq peintures murales temporaires se référant aux tableaux The Rumour (2001), Morning Sun (2003), Navy Seals (2003), Plant (2003), Easter (2006), et trois peintures murales temporaires non basées sur des œuvres existantes, intitulées Eurodisney, Imam et Supreme Court:440,414. | 2003                            |
| ‍                                        | Witte de With à Rotterdam Peinture murale, acrylique sur mur Rotterdam, Pays-Bas                                                           | Pour l'exposition collective Monopolis organisée au Witte de With à Rotterdam en 2005, Tuymans crée une peinture murale temporaire Twins et accroche sa peinture Ballroom Dancing (2005),:448. | 2005                            |
| ‍                                        | Artetage – Musée d'art moderne de Vladivostok Peinture murale, acrylique sur mur Vladivostok, Russie                                       | En 2006, Tuymans réalise deux peintures murales éphémères basées sur Dracula (2001) et Evidence (2005) pour l'exposition collective Extremities: Flemish Art in Vladivostok à l'Artetage - Musée d'art moderne de Vladivostok:450. | 2006                            |
| ‍                                        | Mute Peinture murale, acrylique sur mur Anvers, Belgique                                                                                   | En automne 2006, Tuymans est co-conservateur pour l'exposition Mute organisée en réaction à la situation politique en Belgique avant les élections de 2006. À cette époque, le parti politique populiste d'extrême droite Vlaams Belang (successeur du Vlaams Blok, un parti politique sécessionniste d'extrême droite dissout en 2004 en raison de ses activités xénophobes) semblait destiné à obtenir la majorité des voix à Anvers et en Flandres. L’exposition se tenait proche de l'endroit où, en mai de cette année-là, un jeune homme âgé de dix-huit ans, Hans Van Themscheshot, avait tué trois personnes. Tuymans contribue à cette exposition en présentant une peinture murale temporaire au fusain qui rappelait le motif du Heart (1987).                                                                  | 2006                            |
| ‍                                        | Kabinett für aktuelle Kunst à Bremerhaven Peinture murale, acrylique sur mur Bremerhaven, Allemagne                                        | En 2007, pour sa deuxième exposition Ende (La fin) au Kabinett für aktuelle Kunst à Bremerhaven, Tuymans crée une œuvre spécifique au site sous la forme d'une peinture murale "élargie". Eva Meyer-Hermann décrit la manière dont « Tuymans a d'abord peint le sol, les murs et le plafond avec de la peinture grise et comment, sur cette base qui changeait de couleur selon l'heure de la journée, il a ensuite peint des formes géométriques d'une couleur plus claire qui correspondaient au motif changeant de la lumière filtrant au travers les fenêtres ». Selon elle, en termes d'histoire de l'art, la peinture murale évoque les anciennes traditions de peinture des fenêtres en « jouant avec le concept d'une image ouverte qui n'est pas fixe dans sa forme mais qui peut changer avec le temps »:380-82. | 2007                            |
| ‍                                        | Antwers (centre-ville) Peinture murale, acrylique sur mur Anvers, Belgique                                                                 | Au printemps 2008, la radio belge Klara initie une expérience visant à dénombrer les personnes susceptibles de remarquer ou reconnaitre une œuvre d'un artiste de renommée internationale en dehors d'un musée. Pour cette expérience, Tuymans peint une peinture murale temporaire basée sur Exhibit #1 (2002) sur la façade d'une maison située dans un endroit banal du centre-ville d'Anvers. Le public n’a que quelques jours pour admirer la peinture murale. Une caméra cachée filme les passants pendant quarante-huit heures. Seuls quatre pour cent des personnes filmées ont jeté un coup d'œil à l'œuvre d'art ou se sont arrêtées pour la regarder. | 2008                            |
| ‍                                        | Haus der Kunst à Munich Peinture murale, acrylique sur mur Munich, Allemagne                                                               | En 2008, le motif de Wonderland est utilisé pour une peinture murale temporaire réalisée dans le cadre de l'exposition Wenn der Frühling kommt à la Haus der Kunst de Munich:36, Church sert d’inspiration pour la peinture murale réalisée pour l'exposition Idź i patrz (Come and See) qui s'est déroulée à Zachęta - Galerie nationale d'art de Varsovie:36. | 2008                            |
| ‍                                        | MCA Musée d'art contemporain de Chicago Peinture murale, acrylique sur mur Chicago, Illinois, États-Unis                                   | En 2010, le tableau S. Croce (2005) et deux œuvres sur papier, S. Croce 1 et S. Croce 2 (toutes deux de 2010) servent de base à la peinture murale éphémère créée pour l'exposition personnelle de Tuymans au MCA Musée d'art contemporain de Chicago:396. | 2010                            |
| ‍                                        | Meštrović Pavilion de Zagreb Peinture murale, acrylique sur mur Zagreb, Croatie                                                            | En avril 2012, pour l'exposition Luc Tuymans: Allo!, l’artiste s’inspire des dessins Plates (2012) pour la peinture murale temporaire qu'il exécute au Pavillon Meštrović, haut lieu culturel et siège officiel de l'Association croate des artistes (HDLU) à Zagreb. En octobre, Tuymans crée Die Nacht dans le cadre du projet d'installation spécifique au site, Luc Tuymans : Die Nacht, Ten à Otwock en Pologne. En octobre, après le vernissage de l'exposition Constable, Delacroix, Friedrich, Goya aux Staatliche Kunstsammlungen, Tuymans crée Die Nacht dans le cadre du projet d'installation spécifique au site Luc Tuymans : Die Nacht, Ten, Otwock: Season 2 à Otwock en Pologne . | 2012                            |
| ‍                                        | M HKA Musée d'art contemporain d'Anvers Peinture murale, acrylique sur mur Anvers, Belgique                                                | En 2014, Tuymans exécute deux peintures murales temporaires, l'une tirée de Simulation (2007) pour l'exposition El Hotel Eléctrico au M HKA Musée d'art contemporain d'Anvers, et l'autre basée sur Antichambre pour l'exposition collective De. Fi. Cien. Cy : Andrzej Wróbleswski, René Daniëls, Luc Tuymans à la Fondation Art Stations à Poznań. | 2014                            |
| ‍                                        | Moscow Biennale d'art contemporain Peinture murale, acrylique sur mur Moscou, Russie                                                       | Le motif de The Worshipper (2004) est utilisé pour une peinture murale temporaire créée à l’occasion de la 6e Biennale d'art contemporain de Moscou en 2015. | 2015                            |
| ‍                                        | QM Gallery Al Riwaq à Doha Peinture murale, acrylique sur mur Doha, Qatar                                                                  | Pour son exposition personnelle Intolérance à la galerie QM Al Riwaq à Doha en 2015, Tuymans réalise six peintures murales éphémères basés sur Navy Seals (2003), Egypt (2003), Oostende (2003), Demolition (2005), Nuclear Plant (2006), et Silence (1991). Cette dernière œuvre sert ensuite d’inspiration pour une peinture murale extérieure à Anversshown de juillet 2016 à juillet 2017:406-407,:420,:260. | 2015                            |
| ‍                                        | Museo Municipal de Arte Moderno de Cuenca Peinture murale, acrylique sur mur Cuenca, Équateur                                              | En 2018, le motif de The Return sert de base à une peinture murale éphémère créée pour la XIVe Biennale de Cuenca au Museo Municipal de Arte Moderno de Cuenca, 2018-19 et Twenty Seventeen inspire une peinture murale temporaire créée pour la Biennale de Jakarta:360, 414, 415. | 2018                            |
| ‍                                        | Mausolée de l’Empereur Ferdinand II proche de la Cathédrale Saint-Gilles de Graz Fresque sur mur Graz, Autriche                            | Pour l'exposition Last und Inspiration/Burden et Inspiration en 2018, le commissaire Johannes Rauchenberger invite Tuymans à exposer son travail dans un lieu de son choix à Graz. Tuymans porte son choix sur une pièce vide de la crypte du mausolée de la ville comme site pour sa deuxième peinture murale et présente une image d'une culture génétiquement modifiée, intitulée Gene. Cette peinture murale est basée sur l'œuvre d'art existante Plant (2003). | 2018                            |

## Textiles muraux / tapisseries
| Image (triées par taille de l’œuvre) | Détails (Triés par lieu)                                                    | Commentaires | Date (triées chronologiquement) |
| ------------------------------------ | --------------------------------------------------------------------------- | --- | ------------------------------- |
| ‍                                     | Musée Boijmans Van Beuningen de Rotterdam Textile mural Rotterdam, Pays-Bas | En 1998, Chris Dercon, alors directeur du Musée Boijmans Van Beuningen à Rotterdam, invite Tuymans à participer à un projet pour le Rijksgebouwendienst (l'agence des bâtiments du gouvernement hollandais) avec – entre autres – Jan Dibbets, Marlene Dumas, Ludger Gerdes, Giulio Paolini et Jeff Wall. Les artistes devaient concevoir des tapisseries pour les salles d'audience du nouveau Palais de justice de Bois-le-Duc. Leurs dessins ont été scannés et produits mécaniquement. Les tapisseries sont exposées au Musée Boijmans Van Beuningen avant d'être installées définitivement dans le bâtiment conçu par Charles Vandenhove à l'été 1998. Tuymans conçoit des œuvres pour deux salles. La première salle au rez-de-chaussée accueille trois tapisseries respectivement inspirées de Recherches (1989) et Illegitimate IV (1997). La deuxième salle, à l'étage supérieur, présente des tentures basées sur At Random (1994) et Cindy (1996), qui couvrent deux murs opposés:282,:430. | 1998                            |
| ‍                                     | Maison communale de Ridderkerk Textile mural Ridderkerk, Pays-Bas           | En 2004, Tuymans est invité à concevoir des tapisseries pour la salle du conseil du nouvel hôtel de ville de la ville hollandaise de Ridderkerk. À l’instar des textiles muraux créés en 1998 pour les salles d'audience du Paleis van Justitie à Bois-le-Duc, les tapisseries monumentales de Ridderkerk recouvrent trois côtés de la salle. Leur conception s'inspire de motifs tirés des dessins de l'artiste et des silhouettes des bâtiments de Ridderkerk:225. | 2004                            |